# Bircotes
Bircotes är en ort i Storbritannien.   Den ligger i grevskapet Nottinghamshire och riksdelen England, i den sydöstra delen av landet, 220 km norr om huvudstaden London. Bircotes ligger 37 meter över havet och antalet invånare är 7 607.
Terrängen runt Bircotes är platt. Runt Bircotes är det ganska tätbefolkat, med 172 invånare per kvadratkilometer. Närmaste större samhälle är Doncaster, 12,7 km norr om Bircotes. Trakten runt Bircotes består till största delen av jordbruksmark.